# Dumitru Răducanu
Dumitru Răducanu (Bucarest, 19 de julio de 1967) es un deportista rumano que compitió en remo como timonel.
Participó en tres Juegos Olímpicos de Verano, obteniendo tres medallas, plata en Los Ángeles 1984 (dos con timonel) y oro y bronce en Barcelona 1992 (cuatro con timonel y dos con timonel).
Ganó seis medallas en el Campeonato Mundial de Remo entre los años 1985 y 1999.

## Palmarés internacional
| Juegos Olímpicos   | Juegos Olímpicos             | Juegos Olímpicos  | Juegos Olímpicos   |
| Año                | Lugar                        | Medalla           | Prueba             |
| ------------------ | ---------------------------- | ----------------- | ------------------ |
| 1984               | Los Ángeles (Estados Unidos) | Medalla de plata  | Dos con timonel    |
| 1992               | Barcelona (España)           | Medalla de oro    | Cuatro con timonel |
| 1992               | Barcelona (España)           | Medalla de bronce | Dos con timonel    |
| Campeonato Mundial |                              |                   |                    |
| Año                | Lugar                        | Medalla           | Prueba             |
| 1985               | Malinas (Bélgica)            | Medalla de plata  | Dos con timonel    |
| 1991               | Viena (Austria)              | Medalla de plata  | Cuatro con timonel |
| 1996               | Motherwell (Reino Unido)     | Medalla de oro    | Cuatro con timonel |
| 1996               | Motherwell (Reino Unido)     | Medalla de plata  | Dos con timonel    |
| 1998               | Colonia (Alemania)           | Medalla de bronce | Ocho con timonel   |
| 1999               | St. Catharines (Canadá)      | Medalla de bronce | Cuatro con timonel |